# Trophée mondial de course en montagne 1998
Navigation
1997 1999
Le Trophée mondial de course en montagne 1998 est une compétition de course en montagne qui s'est déroulée le 20 septembre 1998 à l'Entre-Deux, sur l'île de La Réunion, département d'outre-mer français dans le sud-ouest de l'océan Indien. Disputée sur le parcours généralement emprunté par la Trans-Dimitile, sur le site du Dimitile, cette édition du Trophée mondial de course de montagne a vu la victoire de Jonathan Wyatt chez les hommes, de Dita Hebelková chez les femmes et de Raymond Fontaine, un local, chez les juniors.

## Résultats
Le parcours de la course junior féminine mesure 5 km pour 450 m de dénivelé. Cinquième l'année précédente, l'Autrichienne Cornelia Heinzle domine les débats et s'impose devant Ines Hižar et Anna Pastrňáková.
La course masculine junior a lieu sur un tracé de 8,27 km et 750 m de dénivelé. Le favori local Raymond Fontaine répond présent et s'impose devant Adam Crosland et le champion junior 1997 Petr Losman,.
La course senior féminine se déroule sur le même parcours que celui des juniors masculins. Les deux grandes dominatrices des dernières années sont absentes. Isabelle Guillot est blessée à la cheville et Gudrun Pflüger défend sa thèse. La Tchèque Dita Hebelková, qui vient d'aligner les victoires avec son deuxième titre national et la course de montagne du Kitzbüheler Horn effectue une excellente course et survole les débats. Elle s'impose avec près d'une minute d'avance sur l'Italienne Matilde Ravizza. La Néo-Zélandaise Melissa Moon réitère sa place sur la troisième marche du podium. L'Italie remporte le classement par équipes devant la Nouvelle-Zélande et la Slovaquie,.
Le parcours de la course senior masculine mesure 15,16 km pour 1 520 m de dénivelé. Les favoris Helmut Schmuck et Antonio Molinari mènent les débats mais leur duel se voit vite perturber par le Néo-Zélandais Jonathan Wyatt. Ce dernier parvient à les doubler et s'empare de la tête sur un rythme soutenu pour aller décrocher le titre. Antonio s'accroche pour ne pas le perdre de vue tandis qu'Helmut craque et échoue à la sixième place. L'Allemand Guido Dold en profite pour décrocher la médaille de bronze. L'Italie domine une nouvelle fois le classement par équipes. La France et l'Autriche complètent le podium,,.

### Seniors

#### Courses individuelles
| Rang               | Athlète          | Pays             | Temps           |
| ------------------ | ---------------- | ---------------- | --------------- |
| Médaille d'or      | Jonathan Wyatt   | Nouvelle-Zélande | 1 h 25 min 19 s |
| Médaille d'argent  | Antonio Molinari | Italie           | 1 h 26 min 47 s |
| Médaille de bronze | Guido Dold       | Allemagne        | 1 h 28 min 26 s |
| 4                  | Robert Quinn     | Écosse           | 1 h 28 min 44 s |
| 5                  | Stéphane Mahéo   | France           | 1 h 28 min 44 s |
| 6                  | Helmut Schmuck   | Autriche         | 1 h 28 min 58 s |
| 7                  | Davide Milesi    | Italie           | 1 h 29 min 16 s |
| 8                  | Richard Findlow  | Angleterre       | 1 h 29 min 32 s |

| Rang               | Athlète              | Pays               | Temps       |
| ------------------ | -------------------- | ------------------ | ----------- |
| Médaille d'or      | Dita Hebelková       | République tchèque | 46 min 0 s  |
| Médaille d'argent  | Matilde Ravizza      | Italie             | 46 min 59 s |
| Médaille de bronze | Melissa Moon         | Nouvelle-Zélande   | 47 min 43 s |
| 4                  | Maree Bunce          | Nouvelle-Zélande   | 47 min 59 s |
| 5                  | Maria Grazia Roberti | Italie             | 48 min 12 s |
| 6                  | Izabela Zatorska     | Pologne            | 48 min 13 s |
| 7                  | Jaroslava Bukvajová  | Slovaquie          | 48 min 16 s |
| 8                  | Ľudmila Melicherová  | Slovaquie          | 48 min 24 s |

#### Courses par équipes
| Rang               | Pays | Points |
| ------------------ | --- | ------ |
| Médaille d'or      | Italie Antonio Molinari (2e) Davide Milesi (7e) Massimo Galliano (12e) Lucio Fregona (20e) Marco De Gasperi (35e)                  | 41     |
| Médaille d'argent  | France Stéphane Mahéo (5e) Régis Roux (11e) Sylvain Richard (23e) Thierry Icart (24e) Nicolas Pasquion (41e) Jean-Paul Payet (47e) | 63     |
| Médaille de bronze | Autriche Helmut Schmuck (6e) Rudolf Reitberger (17e) Sepp Tschurtschenthaler (19e) Peter Schatz (27e) Hubert Resch (29e)           | 69     |

| Rang               | Pays | Points |
| ------------------ | --- | ------ |
| Médaille d'or      | Italie Matilde Ravizza (2e) Maria Grazia Roberti (5e) Rosita Rota Gelpi (11e) Pierangela Baronchelli (14e) | 18     |
| Médaille d'argent  | Nouvelle-Zélande Melissa Moon (3e) Maree Bunce (4e) Karen Murphy (18e) Shireen Crumpton (21e)              | 25     |
| Médaille de bronze | Slovaquie Jaroslava Bukvajová (7e) Ľudmila Melicherová (8e) Alena Briedová (31e)                           | 46     |

### Juniors

#### Courses individuelles
| Rang               | Athlète          | Pays               | Temps       |
| ------------------ | ---------------- | ------------------ | ----------- |
| Médaille d'or      | Raymond Fontaine | France             | 42 min 0 s  |
| Médaille d'argent  | Adam Crosland    | Angleterre         | 42 min 25 s |
| Médaille de bronze | Petr Losman      | République tchèque | 43 min 0 s  |

| Rang               | Athlète          | Pays      | Temps       |
| ------------------ | ---------------- | --------- | ----------- |
| Médaille d'or      | Cornelia Heinzle | Autriche  | 26 min 21 s |
| Médaille d'argent  | Ines Hižar       | Slovénie  | 27 min 5 s  |
| Médaille de bronze | Anna Pastrňáková | Slovaquie | 27 min 23 s |

#### Courses par équipes
| Rang               | Pays                                                                                          | Points |
| ------------------ | --------------------------------------------------------------------------------------------- | ------ |
| Médaille d'or      | Italie Roberto Delsoglio (4e) Gabriele Abate (5e) Matteo Biagiotti (7e) Gianluca Pelusi (26e) | 16     |
| Médaille d'argent  | France Raymond Fontaine (1er) Édouard Burrier (11e) Georges Burrier (13e) Patrick Godin (31e) | 25     |
| Médaille de bronze | République tchèque Petr Losman (3e) Pavel Dobšíček (15e) Lukáš Razym (18e) Daniel Šír (36e)   | 36     |

| Rang               | Pays                                                                                | Points |
| ------------------ | ----------------------------------------------------------------------------------- | ------ |
| Médaille d'or      | Slovénie Ines Hižar (2e) Tina Hižar (6e)                                            | 8      |
| Médaille d'argent  | Autriche Cornelia Heinzle (1re) Maria Koch (14e) Ingeborg Pflügl (18e)              | 15     |
| Médaille de bronze | Angleterre Charlotte Sanderson (5e) Kate Bailey (13e) Hazel Rhiannon Matthews (23e) | 18     |